# Caroline, Prințesă de Hanovra
Caroline, Prințesă de Hanovra (Caroline Louise Marguerite Grimaldi; franceză princesse de Hanovre; germană Prinzessin von Hannover; n. 23 ianuarie 1957) este fiica cea mare a lui Rainier al III-lea de Monaco și a soției sale, fosta actrița americană Grace Kelly, și sora mai mare a lui Albert al II-lea, Prinț de Monaco și a Prințesei Stéphanie de Monaco. De la urcarea pe tron a fratelui său în 2006 și până în 2014, la nașterea nepoților săi Jacques și Gabriella (copiii gemeni ai Prințului Albert și ai Prințesei Charlène), a fost moștenitoare prezumptivă la tronul din Monaco, poziție pe care a mai deținut-o în perioada 1957-1958, până la nașterea fratelui său.
Caroline este soția lui Ernst August, Prinț de Hanovra, șeful Casei de Hanovra și pretendent la fostul tron al regatului de Hanovra, precum și descendent pe linie masculină al regelui George al III-lea al Regatului Unit.

## Familie și educație
Caroline s-a născut la 23 ianuarie 1957 la Palatul Princiar din Monaco și a fost numită Caroline Louise Marguerite Grimaldi. Prin naștere Caroline aparține Casei Grimaldi și a fost moștenitoare prezumptivă a tronului princiar de la naștere până la 14 martie 1958, când s-a născut fratele ei, Albert al II-lea, Prinț de Monaco. La 1 februarie 1965 s-a născut sora ei mai mică, Prințesa Stéphanie. Pe linie paternă, Caroline este o descendentă a Ducilor de Polignac și deci aparține nobilimii franceze. Pe linie maternă, are origini irlandeze și germane.
În copilărie, a petrecut multă vreme la bunicii materni, John B. Kelly, Sr. și Margaret Major, în casa lor din Philadelphia. Într-un interviu pentru People în aprilie 1982, la scurtă vreme înainte să moară, Grace spunea despre Caroline și Stéphanie că „sunt calde, radioase, amuzante, inteligente și capabile. Sunt foarte în ton cu vremurile actuale. Pe lângă că sunt eleve bune, sunt și foarte sportive - schiază și înoată excelent. Știu să gătească, să coasă, să cânte la pian și să călărească. Dar, mai presus de toate, sunt conștiente de poziția lor și atente cu ceilalți. Sunt conștiente de problemele și grijile din lumea de astăzi."
Prințesa Caroline a luat bacalaureatul cu onoruri în 1974. De asemenea, a studiat la școala de fete St Mary's din Ascot. Și-a continuat studiile la Sorbona, unde a primit o diplomă în filosofie. Vorbește fluent franceza, engleza, spaniola, germana și italiana.

## Îndatoriri oficiale
Grace a murit la 14 septembrie 1982, după ce a suferit un accident vascular cerebral prăbușindu-se cu mașina de pe o stâncă în timp ce se întorcea din Franța la Monaco împreună cu Prințesa Stéphanie. După aceea, Caroline a preluat neoficial îndatoririle de primă doamnă a principatului de Monaco.
Pe lângă participarea la numeroase evenimente oficiale în Monaco, Prințesa Caroline a fondat și s-a implicat în numeroase organizații caritabile. În 2003, a devenit Ambasador UNESCO.

## Viața personală
Încă din copilărie, Caroline a fost pasionată de echitație, înot și schi. De-a lungul anilor, a fost mai mereu pe prima pagină a ziarelor, atât datorită stilului său vestimentar, cât și datorită numeroaselor relații sentimentale.
Caroline s-a căsătorit de trei ori:
- în 1978, cu Philippe Junot, un bancher parizian. Au divorțat în 1980. Nu au avut copii.
- în 1983, cu Stefano Casiraghi, moștenitorul unei familii de industriași italieni. Acesta a murit în 1990, la vârsta de 30 de ani, în urma unui accident la o cursă de bărci cu motor. Au avut trei copii:
  - Andrea Casiraghi, născut în 1984
  - Charlotte Casiraghi, născută în 1986
  - Pierre Casiraghi, născut în 1987
- în 1999, cu Prințul Ernst August de Hanovra, cu care este căsătorită și în prezent. Au o fiică:
  - Prințesa Alexandra de Hanovra, născută în 1999